# キラキラネーム
キラキラネームあるいはDQNネーム（ドキュンネーム）は、伝統的でない当て字、外国人名、創作物の登場人物名などを用いた奇抜な名前の総称。
1990年代半ば以降から増加し、2000年代前半〜2010年代前半に全盛期を迎えた。命名は親の責任であるためにその者の親の自己満足・教養の無さが露呈する名付けと言われ、2000年代にはインターネットスラングとしてDQNネームと呼れてきたが、2010年代以降にマスメディアでは批判的な意味を薄めた「キラキラネーム」が新たに造語され、以降のマスメディアではほぼ統一利用されている。
対義語として、古風で昔ながらの名前は「しわしわネーム」とも呼ばれる。

## 概要
そもそも、民法には命名行為について規定がなく、命名に際しては、漢字は常用漢字表（2136字）と人名用漢字表（863字）の合計2999字であれば、自由に組み合わせて使える。出生届に「よみかた」があるが、これは住民基本台帳事務の処理上の利便のために設けられているものにすぎず、戸籍の名の欄には漢字の読み方が記載されない。このため、難解な読み方や、キラキラネームを付けることができる。また人名では音訓の他に特殊な訓読をする人名訓（名乗り訓）の文化があり、行政手続に支障を来していた。
これについて、法務省は2021年9月7日、戸籍に「読み仮名」を記載するかどうかの検討を、法制審議会に諮問した。これはマイナンバー制度の導入などで「読み仮名が付されていない事が行政手続きなどのデジタル化の妨げになっている」との指摘も改正の背景にある。
2023年2月に戸籍法改正の要綱案が答申され、読みがなを片仮名で表記するとしていて「氏名として用いられる文字の読み方として一般に認められているものでなければならない」との規定を設けたうえで、法務省は「行きすぎた『キラキラネーム』など、社会に混乱を招く極端なものは記載されない。そのうえで、辞書に載っている読み方だけではなく、載っていなくても、社会に一定程度受け入れられる読み方であれば認められる方向」としている。改正戸籍法は同年6月に成立し、2025年5月26日に施行される（予定）。これにより改正法の施行後は「戸籍の記載事項として、氏名の振り仮名を追加し、氏名の振り仮名の読み方は、氏名として用いられる文字の読み方として一般に認められているものでなければならない（戸籍に届け出た振り仮名の変更についても「名の変更」と同様に家庭裁判所の許可が必要となる）」こととなった。
どんな名前や読みが「キラキラ」なのかは各個人の主観によるため、人によって定義は異なる。例えばレオナ（Leona）は英語・ドイツ語・オランダ語圏では女性名であるが、日本では男性名として用いられる例（江崎玲於奈、伊藤玲阿奈、高山れおななど）があるものの、「キラキラネーム」とは呼ばれていない。また、外国人の親を持つ日本人や帰化した者の中には、日本では一般的でない名前の者（サニブラウン・アブデル・ハキーム、ラモス瑠偉など）もいるが、これも「キラキラネーム」とは呼ばれていない。

## 歴史

### 前史
日本の歴史から見ると、兼好法師の随筆『徒然草』第百十六段や落語の『寿限無』、本居宣長の随筆『玉勝間』第十四巻に記述されるように、子供に珍しい名前がつけられる現象は鎌倉時代（またはそれ以前）から存在し、1929年（昭和4年）に発刊された荒木良造『姓名の研究』で「奇姓珍名集」が紹介されていた。
名前にかかわる常識・トレンドも時代とともに変化してきた。たとえば21世紀には古風な名前の代表とされる女性名の「◯子」について言えば、小野妹子や蘇我馬子など位の高い男性君子や貴族の名前であった時代（飛鳥時代）がある。その後、女性皇族の名前にも、「○子内親王」「○子女王」とするのが平安時代以降に定着した他、皇族でなくても例えば北条政子のように高貴な女性の名前として使われるようになった。ただし庶民に関して言えば、江戸時代の宗門人別改帳によれば当時の大多数の百姓・町民女性の名前はひらがな二文字（「たね」「きく」「みえ」「くに」「かつ」「はな」「ふみ」など）であり、漢字名ですらなかった（ただし漢字二文字の珍しい名前も中には存在した）。こうした歴史から分かるように、一般女性の名前としての「○子」は、珍しい新鮮な名前として明治以降に登場し、昭和期までに一般化したものである。ただし、それ以前からも皇族や大名の娘などには普遍的・一般的に用いられていたため、現代のキラキラネームとは事情が異なる。
1980年代頃から「国際社会で通用する名前を」と、外国人にとって発音しやすい音を重視した命名が一種のトレンドとなった。

### 平成以降
『キラキラネームの大研究』著者で文筆家の伊東ひとみによると、「キラキラネーム」と呼ばれる名前が出始めたのは1990年代半ば（1995年）ごろからで、この時は少なかったものの、コギャル世代が子供を産み始めた2000年代には急激に増加し、2000年代前半〜2010年代前半に全盛期を迎えた。だが、2010年代後半以降、特に令和改元以降はブームも沈静化して急速に減少したと同時に、キラキラネームを名付ける世代の高年齢化も進んでいる。この事が原因で2000年代前半～2010年代前半に生まれた子供はキラキラネーム世代と言われ、Z世代ともおおむね重なる。
2000年代、常識的に考えがたい名前や、人名訓にもない読みをする名前、カタカナ名に音を当てはめたような当て字の多い名前の一部に対し、不良を意味するインターネットスラングであるDQNの派生語として、DQNの親が名付けるような名前を意味する「DQNネーム」という言葉がインターネット上で流行した。
なお「DQN」が侮辱や誹謗中傷に該当すると認めた判例がすでにあり、人の名前を「DQNネーム」と呼んで侮辱・誹謗する行為がなされた場合、発信者情報の開示や、民法上の不法行為や刑法上の侮辱罪や名誉毀損罪などが問われうる。
2010年代に入ると、DQNネームに代わる類似の用語として「キラキラネーム」が用いられ始めた。一説にはベネッセコーポレーション発行の育児雑誌『たまごクラブ』『ひよこクラブ』およびその増刊号の『名づけ特集』の影響もあるといわれる。読みにくいとされた「陽葵」のように一般化したとみられる名前もある。
一部の命名研究家はDQNネーム・キラキラネームともに中立的な立場に立った名称ではないとして、「珍奇ネーム」という用語を用いている。「DQNネーム」と同様の表現として、評論家の呉智英が命名した「暴走万葉仮名」も存在する。

### 同様の事例
鉄道の分野では第三セクター鉄道など奇抜な命名が多いが、これもキラキラネーム（キラキラ駅名）と呼ばれることがある。もともと地方都市の観光路線が中心であったが各地に増加し、高輪ゲートウェイ駅の命名では大きな騒動となった。

## 議論
キラキラネームとされる名前には一定の言語的特徴があるとする議論がある一方、京都大学人文科学研究所附属東アジア人文情報学研究センターの安岡孝一は、この論文には不備があると述べている。とはいえ、インターネットなどで流布した珍しい名前には、多くの人が想像だけで言っているものも含まれており、すべてが実在するとは限らない。このほか、人間でなくペットとして飼育する犬などに対して、一見しただけでは読みが難しい名前をつけること（「空如亜」と書いて「アショア」と読むなど）が、「キラキラネーム」と呼ばれることもある。
東進ハイスクール・東進衛星予備校現代文科講師の林修は、キラキラネームについて「漢字本来の読み方を無視した、読み方の想像ができない名前は固有名詞としての役割を果たしていない」と指摘し、キラキラネームと学力の低さはある程度相関性があると主張している。また、一般的な名前に比べて奇抜な名前が呈示された時、元々の見た目のリーダーシップ性の程度に関わらず、リーダーシップ性は低く評価されたとする実験結果があり、近年のいわゆるキラキラネームは社会性評価において付加価値とならず、外見に関わらず非好意的な印象を生むという指摘がある。
言語純化論からは、漢字自体が漢民族の文字であり日本人の名に適切でないと論じられている。

## 一般的でない名前と法・行政
この節では「DQNネーム」や「キラキラネーム」とは直接関係なく、一般的でない名前の認可にかかわる法制度・司法判断について述べる。
日本の戸籍法第50条、戸籍法施行規則第60条の規定に基づき、常用漢字、平仮名、片仮名を用いることができるほか、常用漢字以外で認められる人名用漢字は同規則 別表第二で具体的に定められている。ただし、戸籍には氏名の読み方までは登録されないため、使用可能な漢字を用いる限り（名前が漢字である場合）、戸籍上の氏名をどのような読みにするかについての法的制限は基本的にない。ただし、出生届が受理されない場合もあり、その点をめぐっての判例がある。たとえば、親と同一の名前を子につけようとしたケースでは、名古屋高等裁判所が「難解、卑猥、使用の著しい不便、特定（識別）の困難などの名は命名することができない」として出生届の不受理を支持した。また、一般的に悪の印象がある名前でいったん受理された出生届を法務省が無効にしたケースでは、東京家庭裁判所八王子支部が「社会通念に照らして明白に不適当な名や、一般の常識から著しく逸脱したと思われる名は、戸籍法上使用を許されない場合がある」としたものの、「受理された出生届を抹消することは許されない」と判断した。
しかし、珍奇な名前を付けられた子供が社会生活上不利益を被る（笑われる・いじめられる・就職活動の際に不利な扱いを受けるなど）ことがあるのも事実であり、このような場合には最寄りの家庭裁判所に名の変更届を提出し、許可を得ることによって改名をすることができる。この点については、名古屋高等裁判所も先述の判決において、「親権者がほしいままに個人的な好みを入れて恣意的に命名するのは不当で、子供が成長して誇りに思える名をつけるべき」という見解を示しており、これに違反するような命名をされた子供は家庭裁判所で改名を認められる可能性が高いと言える。2019年（平成31年）3月5日に甲府家庭裁判所で変更を認められた高校生は、15歳になれば親の同意がなくても本人の意思で家庭裁判所に改名を申請できることから、「もし、名前で苦しんでいるのなら、勇気を出して行動してほしいです。改名することで人生が変わるかもしれません」と訴えている。
2023年6月の改正戸籍法成立により、施行される2024年からは戸籍の読み仮名が必須となり、漢字本来の読み方と異なる名前は「氏名に用いる文字の読み方として一般に認められているもの」との基準が設けられた。また、2025年2月17日には「漢字の意味と正反対の読み、著しく不快感を引き起こすもの、反社会的な読み方」などを除いて広く受け入れる指針を法務省が発表、同年5月26日施行の改正戸籍法に関連して全国の自治体に通知することにした。

## 日本国外
キリスト教圏では伝統的に天使（マイケルなど）、聖人（パウロなど）、預言者（モーセなど）に由来する名前や、ギリシャ神話やローマ神話に由来する名前（ダイアナなど）が使われていたが、一般的でない名前についての法的規制が無い国が大多数であり、近年では多様化している。イスラム教圏でも天使や預言者の他、アッラーフの99の美名とアブドゥルを組み合わせ「アッラーフのしもべ」とする名前が多い。
名前に規制がある国では、地域の習慣、実用上の理由、子供の人権などを理由としている。
フランスではナポレオン法典によって子供につけられる名前が聖人や歴史上の著名人などに限定されたことで同姓同名が増加した。規制がある中で独自性を持たせるためジャン＝ポール（Jean-Paul）やジャン＝リュック（Jean-Luc）など、合法な名前の2語からなるファーストネームが考案され、後に一般化した。1966年には異なる綴りや外国風の名前も認められるようになり、1993年にはほぼ撤廃されたが、商品名を使うなど極端な命名に関しては司法当局が却下することがある。
称号と紛らわしい名前に規制がある国もあり、ニュージーランドでは「プリンセス」など公的な称号や階級を示唆する名前が禁止され、ほかにも77件却下されている。
子供の人権を理由とする事例では、メキシコ北部ソノラ州の州法で子供をいじめから守るためとして、「ヒトラー」など侮辱的・差別的で意味が欠如している61個の名前が禁止されている。
ベトナムでは2020年7月16日に国民の名前に関する新たな規定が制定され、銀行口座が作れないほど長すぎたり、国・民族の慣習に合わない名前を事実上禁止された。ベトナムの地元紙によると、「スイス時計」や「同性愛」と読める名前が実在するという。
スウェーデンでは命名への政府介入を定めた法律があり「スーパーマン」などの名前が不承認とされたこともあったが、命名規制そのものに反対する声もあり、裁判で政府判断が不当だとして命名が認められたケースもある。
韓国では1997年に発生した「パク・チョロンチョロンビンナリちゃん誘拐殺人事件」(ko:박나리 유괴 살해 사건)の被害者の少女の奇抜な名前が世間の関心を呼んだため、これ以降、ハングル5文字以上の名前や漢字語と固有語の混合名は戸籍に登録できなくなった。また、普通の名前でも姓と繋げると名詞や三字熟語と同じ表記になるケースがあり、「強盗犯」「迫撃砲」「アタック」「指揮官」などとハングル表記が一致する名前も存在する。
中国では普通名詞または熟語の頭字と同じ漢字の姓なら、その言葉を名前にするケースが多い。例えば、藍姓の「藍天」、白姓の「白雲」、唐姓の「唐詩」、宋姓の「宋詞」は人気な名前として認識されている。だが、文字数が多くなると一般的にキラキラネームと認識されている。一応親の姓が入る場合は普通に戸籍に登録されるが、親の姓が入らない名前の場合は登録拒否となる。漢字以外の文字が入った名前も2009年の「趙C判決」で見られるように、戸籍に登録する際には公安当局に拒否される可能性がある。また、名前のみならず姓にも特殊なものはあり、例えば中国・重慶市では、アラビア数字の0という姓を持つ人物が存在する。これは手書き時代の名残であるが、発覚した2009年当時の電子登録簿では数字の入力ができなかったため、正式な名前で登録することはできなかった。
アメリカ合衆国では俗に、貧しい白人層の子供にありがちな奇抜な名前をホワイト・トラッシュ・ネーム（white trash name）と呼ぶ。近年、Redditでは「tragedeigh」とも呼ばれる。アメリカ映画「テッド (映画)」の、中で、しゃべるクマのぬいぐるみが作った人間のガールフレンドの名前を当てるため、「キラキラネームだな？（White trash name. guess.）」と言って列挙していく場面がある。字幕からとると「ブリトニー、ティファニー、ブランディ、ヘザー、チャニング、ブレアナ、アンバー、サブリナ、メロディ、ダコタ、シエラ、サマンサ、オータム、ルビー、テイラー、タラ、タミ、ローレン、シャリーン、コートニー、ジェニー、ミンディ、ノエル、シェルビー、トリーナ、カサンドラ、ニッキー、ケルシー、ショーナ、ジョリーン、クラウディーン、サバンナ、ケイシー、ドリー、ベッキー」で、実際には「タミ・リー」だったというもので、これらは愛称や芸名としては親しまれた名前も含むが、実名としては、伝統的な命名の形式から外れた名前とされる。